# Шкапцов, Михаил Сергеевич
Михаил Сергеевич Шкапцов (14 сентября 1934 года, Почеп, Западная область — 29 января 1997 года, Москва) — оперный певец (бас), Заслуженный артист РСФСР (1987).

## Биография
Окончил семь классов Почепской средней школы, поступил в железнодорожное училище в Унече. После его окончания трудился слесарем в вагонном депо в Москве.
Специальное музыкальное образование он получил в ГМПИ им. Гнесиных, там он обучался пению у педагога-вокалиста доцента П. Л. Трониной.
Был приглашён и начинал свою творческую карьеру солистом в хоре имени Пятницкого.
С 1966 года перешёл в оперную группу Большого театра.
Исполнял следующие партии:
- Дуда «Садко»
- Скула «Князь Игорь».

Также снимался в фильме-опере «Хованщина».
В 1976 году награждён орденом «Знак Почёта».
В 1987 ему было присвоено звание «Заслуженный артист РСФСР».